# Acrotomodes borumata
Acrotomodes borumata là một loài bướm đêm trong họ Geometridae.